# Högalidsgatan

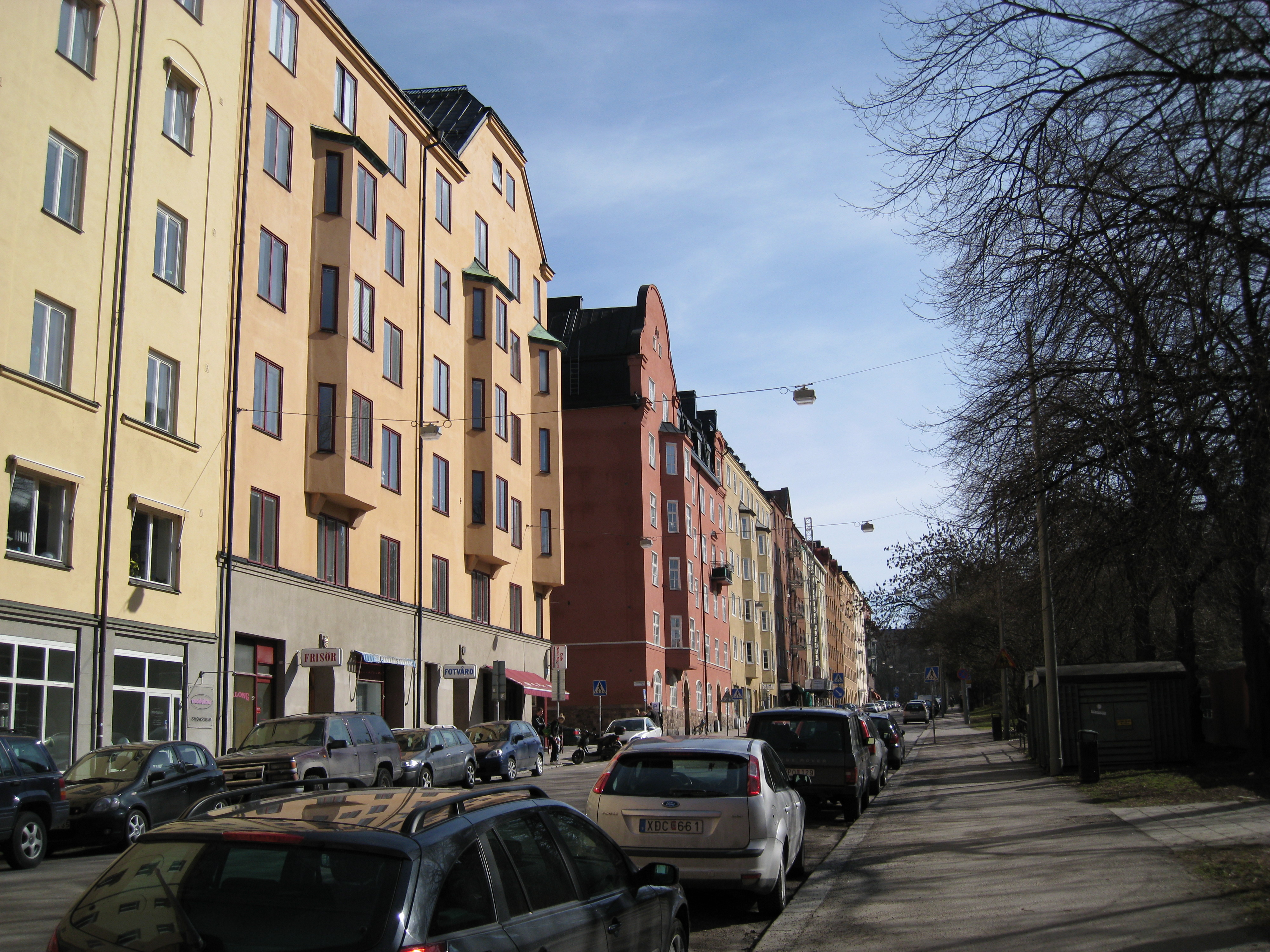
Högalidsgatans mellersta del, österut från Borgargatan, till höger Högalidsparken

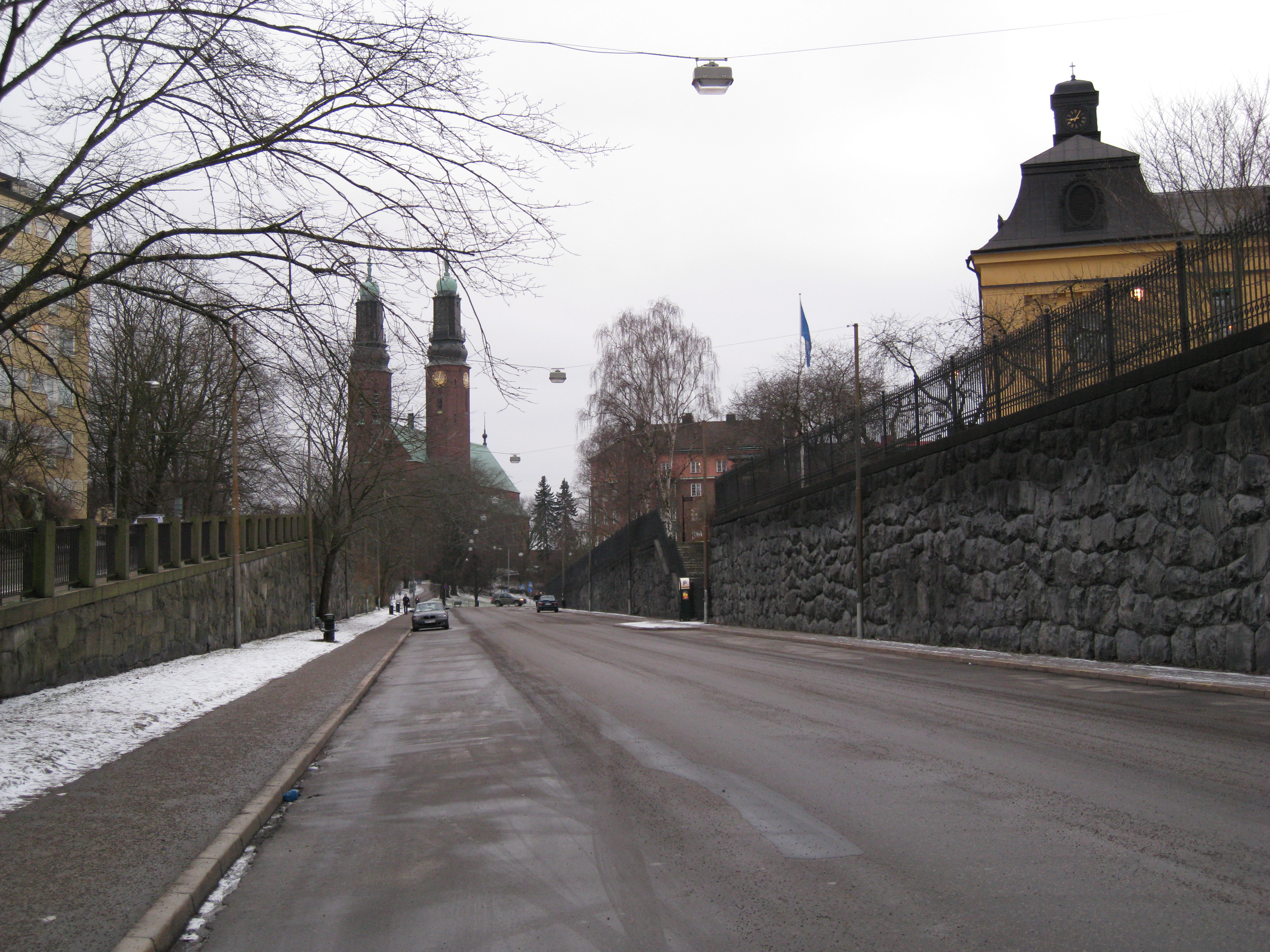
Högalidsgatans östra del, i bakgrunden Högalidskyrkan, till höger Borgarhemmet

Högalidsgatan är en 1 000 meter lång gata på Södermalm i centrala Stockholm. Gatan sträcker sig från Skinnarviksparken och Münchensbacken i öster till Reimersholmsbron och Bergsunds Strand i väster. 
Högalidsgatan fick sitt namn i samband med namnrevisionen 1885 inför nyregleringen av stadsplanen på västra Södermalm. Man påpekade vid namngivningen att gatunamnet är valt "med hänsyn till belägenheten eller naturförhållandena". "Lid" betyder backe eller bergssluttning. Gatans riktning bryts vid några punkter, dels vid Varvsgatan, dels vid Långholmsgatan och Tobaksspinnargatan.
Invid Högalidsgatan ligger malmgården Kristinehov och Borgarhemmet samt Högalidskyrkan, byggd 1917–1923. Upp till kyrkan, genom Högalidsparken, går Högalids Kyrkväg, namngiven så sent som 1985. I väster passerar gatan söder om Pålsundsparken.
Högalidsgatan omsluts i sin östra del av 5–7 meter höga naturstensmurar på båda sidor. De höga murarna skapar ett speciellt och för denna del av Stockholm karaktäristiskt gaturum. Högalidsgatan och Münchensbackens diagonala dragning mellan Söder Mälarstrand och Varvsgatan bryter av mot riktningen av stadens rutnät. Gatan gick ursprungligen ända nerifrån Söder Mälarstrand och var avsedd som uppfartsgata för trafik till denna del av Södermalm. Sedan 1977 heter alltså denna del av gatan Münchensbacken och ingår som en del i Skinnarviksparken, där motorfordon ej får framföras.